# Matilde Serao

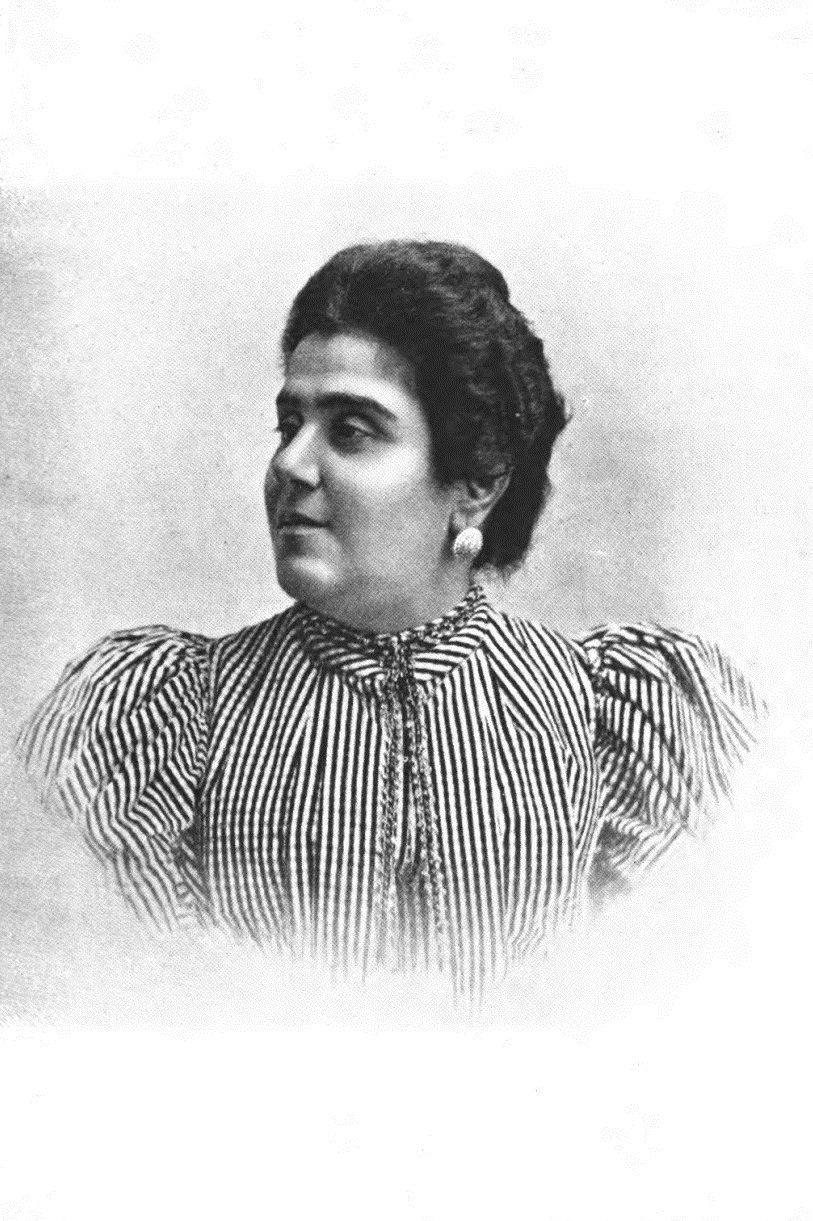
Carlo Brogi: Matilde Serao (vor 1910)

Matilde Serao (geboren 7. März 1856 in Patras, Griechenland; gestorben 25. Juli 1927 in Neapel; auch Mathilde Serão) war eine italienische Journalistin und Schriftstellerin mit griechischen Wurzeln.

## Leben und Wirken
Serao war die Tochter von Francesco Serao und dessen Ehefrau Paolina Borely. Ihr Vater war ein Italiener, der wegen seiner anti-bourbonischen Einstellung Neapel (→Italienische Unabhängigkeitskriege) verlassen musste und als Exil Griechenland wählte; ihre Mutter stammte aus einer alteingesessenen griechischen Familie. Matilde Serao kam in Patras im späteren Geburtshaus des griechischen Schriftstellers Kostis Palamas zur Welt.
Später kehrte die Familie nach Neapel zurück, wo Serao dann auch die Scuola Normale Eleonora Fonseca Pimentel besuchte. Nach ihrem Studium arbeitete sie in Neapel als Lehrerin; einige Zeit sogar an ihrer alten Schule.
1880 ging sie nach Rom und blieb dort bis 1886. Dort machte sie die Bekanntschaft mit dem Journalisten Edoardo Scarfaglio (1860–1917) und heiratet ihn am 28. Februar 1885. Sie hatte mit ihm vier Söhne, darunter Carlo, der später ebenfalls ein bekannter Journalist werden sollte.
Zusammen mit ihrem Ehemann gründete Serao in Rom die Tageszeitung Il Corriere di Roma. Bald nachdem Serao wieder nach Neapel zurückgekehrt war, stellte auch der Il Corriere di Roma sein Erscheinen ein. Die erste Zeit in Neapel arbeitete sie beim Il Corriere di Napoli und konnte parallel dazu auch ihre literarischen Werke erfolgreich veröffentlichen.
1892 trennte Serao sich von ihrem Ehemann und gründete in Neapel alleine den Il Mattino, eine der erfolgreichsten Tageszeitungen in Süditalien seiner Zeit.
Am 25. Juli 1927 starb Matilde Serao in Neapel an einem Herzinfarkt und fand dort auch ihre letzte Ruhestätte.

## Ehrungen
- Das Liceo Matilde Serao in Pomigliano d’Arco wurde ihr zu Ehren benannt.
- Die Via Matilde Serao und die Piazetta Matilde Serao in Neapel tragen ihren Namen.
- Die Städte Desio, Maddaloni, Olbia, Rom und Turin haben jeweils eine Via Matilde Serao.
- Der InterCity Neapel – Venedig (N° 704) und zurück Venedig – Neapel (N° 705) trägt ebenfalls ihren Namen.

## Werke (Auswahl)
Briefe
- Matilde Tortora (Hrsg.): Lettere. Matilde Serao a Eleonora Duse. Graus, Neapel 2004, ISBN 88-8346-063-4.

Erzählungen
- Santa Lucia. Racconti.
  - deutsch: Santa Lucia und zwei andere Erzählungen. Reclam, Leipzig 1915.
- Giovannino o la morte.
  - deutsch: Giovannino oder den Tod! Dreißig Prozent. Erzählungen. Engelhorn, Stuttgart 1893.
- Fior di passione.
  - deutsch: Blüthe der Leidenschaft. Novellen. Verlag Schottländer, Breslau 1890.

Journalistische Texte
- Il ventre di Napoli.
  - deutsch: Der Bauch von Neapel. Literarische Kolumnen, aus dem Italienischen von Ulrike Schimming, S. Marix Verlag, Wiesbaden, 2024, ISBN 978-3-7374-1239-1

Romane
- Il paese di cuccagna.
  - deutsch: Schlaraffenland. Neapolitanischer Sittenroman. DVA, Stuttgart 1904.
- Terno secco.
  - deutsch: Achtung Schildwache! Engelhorn, Stuttgart 1890.
- Evviva la vita.
  - deutsch: Es lebe das Leben! Fischer, Berlin 1910.
- Vita e avventure di Riccardo Johanna.
  - deutsch: Riccardo Joannas Leben und Abenteuer. Langen Verlag, München 1901.
- Dopo di perdone.
  - deutsch: Nach der Verzeihung. Roman. Fischer, Berlin 1908.